# Radiotelescopio de Arecibo

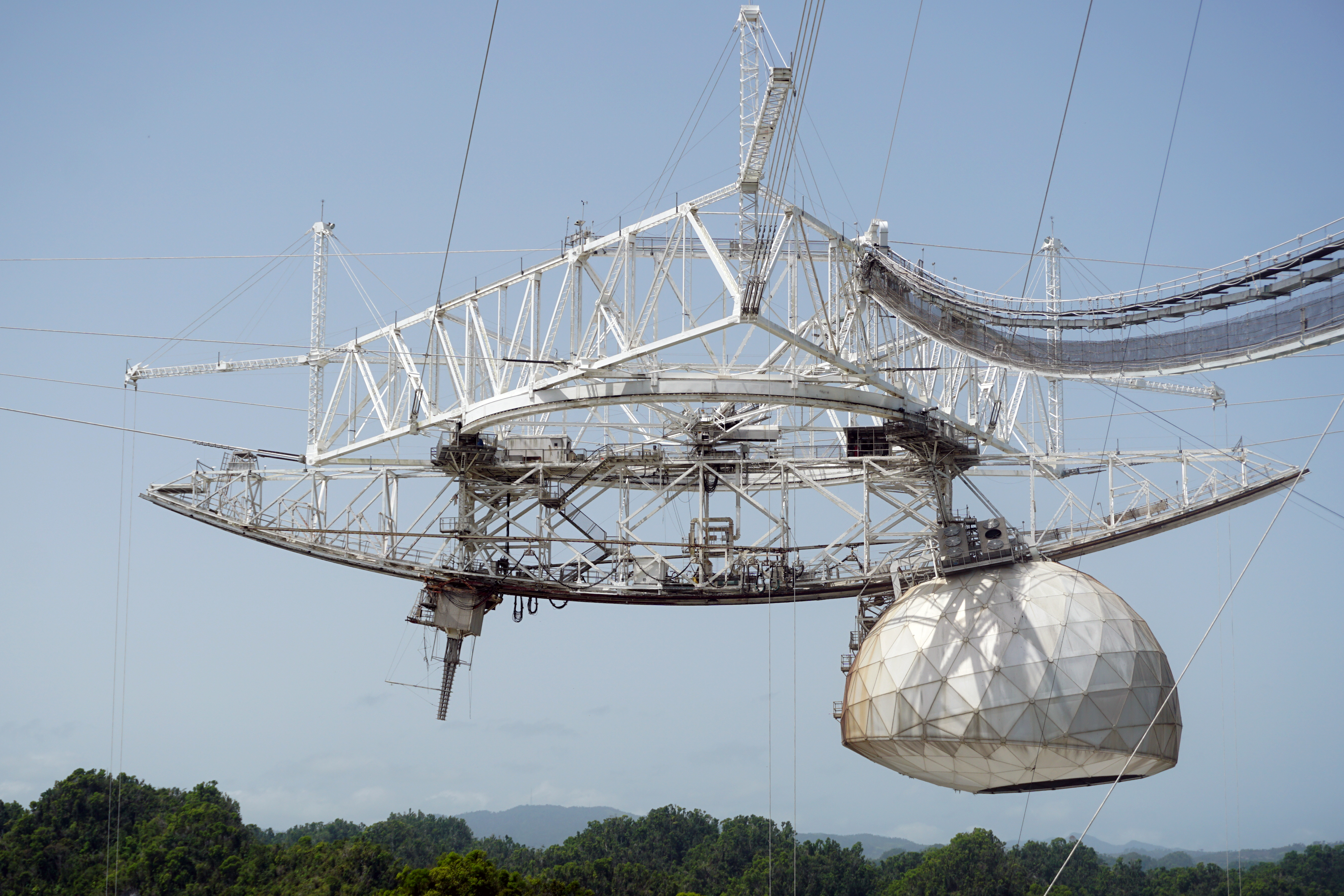
Una vista detallada del mecanismo de dirección del haz. La plataforma triangular en la parte superior está fija y el brazo azimutal gira debajo de ella. A la derecha está el subreflector gregoriano y a la izquierda los restos de la línea de alimentación de 29 m de largo sintonizada a 430 MHz (destruida por el huracán María). También a la derecha está la pasarela y parte de la guía de ondas rectangular que lleva la señal del transmisor de radar de 430 MHz de 2,5 MW hasta la región focal.

El radiotelescopio de Arecibo fue un telescopio situado en Arecibo, Puerto Rico, al norte de la isla. Estuvo administrado por 45 años por la Universidad Cornell con un acuerdo de cooperación con la National Science Foundation hasta el mes de octubre de 2011. A partir de esa fecha los nuevos administradores son la Universidad Metropolitana (UMET), SRI International y The Universities Space Research Association (USRA). Con esta nueva alianza de administradores tenían proyectado construir un planetario y un programa doctoral en astronomía y ciencias del espacio, una facultad investigadora para universidades de Puerto Rico y un programa de verano de investigación para estudiantes en universidades estadounidenses. 
El observatorio funcionó bajo el nombre de National Astronomy and Ionosphere Center (NAIC) aunque se utilizaron oficialmente ambos nombres. El radiotelescopio fue el mayor telescopio jamás construido gracias a sus 305 metros de diámetro, hasta la construcción del RATAN-600 (Rusia) con su antena circular de 576 metros de diámetro. Recolectó datos radioastronómicos, aeronomía terrestre y radar planetarios para los científicos mundiales. Aunque fue empleado para diversos usos, principalmente se usó para la observación de objetos estelares.
El 10 de agosto de 2020 un cable auxiliar se partió y produjo daños en el plato principal del telescopio. El 7 de noviembre de este mismo año, un segundo cable se rompió y atravesó la antena principal.
Debido a problemas estructurales que hicieron temer por un fallo catastrófico, el 19 de noviembre de 2020 la National Science Foundation, después de revisar los informes de diversos equipos de ingeniería, publicó su intención de desmantelar el telescopio ante la imposibilidad de reparar los daños que sufrió su estructura sin comprometer la seguridad de trabajadores, personal del centro y visitantes.
El 1 de diciembre de 2020 por la mañana, se rompió uno de los cables que formaba parte de la estructura de soporte del radiotelescopio, derribando el mismo radiotelescopio al plato o antena esférica inferior y provocando daños irreparables a su estructura.
El 15 de agosto de 2023 se produjo el cierre definitivo del centro con la intención de reconvertirlo en un centro para la educación y divulgación de las disciplinas STEM (ciencia, tecnología, ingeniería y matemáticas), para lo cual dejaron a un número mínimo de operadores.

## Información general
El telescopio de Arecibo destacó por su gran tamaño: el diámetro de la antena principal es de 305 metros, construida dentro de una depresión. La antena convergente fue la más grande y curvada del mundo, lo que le aportó una gran capacidad de recepción de ondas electromagnéticas. La superficie de la antena era formada por 40 000 paneles de aluminio perforado; cada uno mide aproximadamente 1×2 m, soportados por un entramado de cables de acero.
Era una antena esférica (en oposición a antena parabólica). Esta forma proviene del método utilizado para orientar el telescopio. El reflector era fijo, pero la antena y su receptor se situaban en su punto focal para interceptar las señales reflejadas de las diferentes direcciones por la superficie esférica. El receptor estaba situado sobre una plataforma de 900 toneladas suspendida 150 metros en el aire por 18 cables sujetados por tres torres de concreto, una de 111,25 metros de altura y las otras dos de 80,8 metros de altura (las cúspides de las tres torres están al mismo nivel). La plataforma poseía una vía giratoria de 93 m de longitud, en forma de arco, sobre la cual se montaban la antena de recepción, los reflectores secundarios y terciarios. Esto le permitía al telescopio observar cualquier región del cielo en un cono de 40 grados alrededor del cenit local (entre -1 y 38 grados de declinación). La localización de Puerto Rico cerca del Ecuador le permitía a Arecibo observar todos los planetas del Sistema Solar.

## Construcción y arquitectura
La construcción del telescopio de Arecibo fue iniciada por el profesor William E. Gordon de la Universidad Cornell, quien en principio tenía la intención de utilizarlo para estudiar la ionosfera terrestre. Al principio fue previsto un reflector parabólico fijo, que señale en una dirección fija con una torre de 150 m para sostener el equipo en el foco. Esta concepción habría tenido un interés muy limitado para otras áreas potenciales de investigación, tales como ciencias planetarias, estudios atmosféricos, radio astronomía, que requieren señalar diferentes posiciones en el cielo y seguir estas posiciones durante un período largo, mientras la Tierra gira. Ward Low de la Advanced Research Projects Agency (ARPA), hizo ver este punto débil y puso a Gordon en contacto con la Air Force Cambridge Research Laboratory (AFCRL) en Boston, Massachusetts, donde un grupo dirigido por Phil Blacksmith trabajaba en reflectores esféricos y otro grupo estudiaba la propagación de las ondas de radio en y a través de la atmósfera superior. La Universidad Cornell propuso el proyecto a la ARPA en el verano de 1960 y se firmó un contrato entre el AFCRL y la Universidad en noviembre de 1959. La construcción comenzó en el verano de 1960 y la apertura oficial se efectuó el 1 de noviembre de 1963. 
El telescopio sufrió varias modificaciones a lo largo su vida útil. La primera gran modificación se efectuó en 1974 cuando se añadió una superficie de alta precisión al reflector actual. En 1997, se instaló una pantalla metálica alrededor del perímetro para protegerlo de la radiación terrestre y se instaló un transmisor más potente.
El 11 de agosto de 2020 se produjo la ruptura de uno de los cables que formaba parte de la estructura de soporte del radiotelescopio, produciendo daños irreparables en el plato reflector.

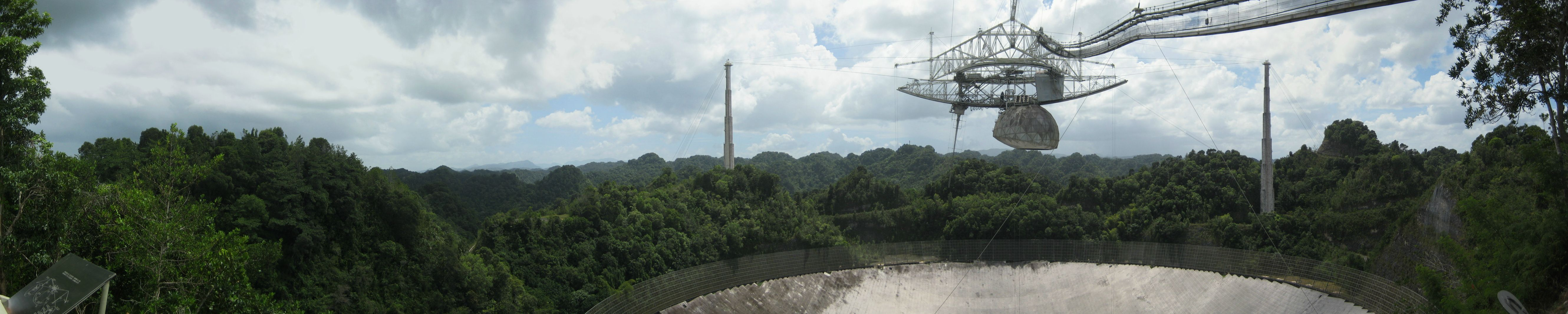
El radiotelescopio de Arecibo visto desde la plataforma de observación, octubre de 2013.

## Descubrimientos
El telescopio de Arecibo ha hecho varios descubrimientos científicos significativos. El 7 de abril de 1964, poco después de su inauguración, Gordon H. Pettengill y su equipo lo usaron para determinar que el período de rotación de Mercurio no era de 88 días, como se creía, sino de sólo 59 días. En agosto de 1989, el observatorio tomó una foto de un asteroide por primera vez en la historia: el asteroide (4769) Castalia. El año siguiente, el astrónomo polaco Aleksander Wolszczan descubrió el púlsar PSR B1257+12, que más tarde le condujo a descubrir sus dos planetas orbitales; estos fueron los primeros planetas extrasolares descubiertos.

## Usos
Arecibo fue la fuente de datos para el proyecto SETI@home propuesto por el laboratorio de ciencias espaciales de la Universidad de Berkeley.
En 1974, se realizó una tentativa de enviar un mensaje hacia otros mundos (se envió un mensaje de 1679 bits transmitido desde el radiotelescopio hacia el cúmulo globular M13, que se encuentra a 25 000 años luz. El modelo de 1 y 0 define una imagen de mapa de bits de 23 píxeles por 73 que incluye números, personas dibujadas, fórmulas químicas y una imagen del telescopio (ver mensaje de Arecibo).
Del 3 al 7 de marzo de 2001, el observatorio fue utilizado para observar el asteroide (29075) 1950 DA, considerado como el objeto más próximo a la Tierra.

## El radiotelescopio de Arecibo en la cultura popular
El observatorio de Arecibo fue utilizado como localización para la película GoldenEye de James Bond. En la película, Alec Trevelyan utilizó un plato similar localizado en Cuba para comunicarse con un satélite ruso y generar un pulso electromagnético sobre Londres. Este plato se podía llenar de agua para camuflarse como un lago, una hazaña imposible en Arecibo debido a su superficie perforada. Además, el uso de Arecibo para comunicarse con un satélite que orbita la tierra puede presentar inconvenientes desde el punto de vista técnico.
En el episodio de The X-Files titulado "Little Green Men", Fox Mulder es enviado al observatorio de Arecibo por un senador de los Estados Unidos con el objetivo de mantener contacto con vida extraterrestre. El observatorio debía ser destruido por un grupo de agentes del gobierno para impedir que el público descubriera la verdad.
También apareció en las películas Contact y Species.
En el juego Battlefield 4, aparece un mapa llamado "Transmisión Rebelde" el cual está basado en este observatorio.

## Daños, desmantelamiento y colapso
Varios huracanes y tormentas durante la década de 2010 habían planteado las preocupaciones de los ingenieros estructurales sobre la estabilidad del Observatorio. El 20 de septiembre de 2017, los fuertes vientos asociados con el huracán María hicieron que la línea de alimentación de 430 MHz se rompiera y cayera sobre el plato principal, dañando alrededor de 30 de los 38 000 paneles de aluminio. La mayoría de las observaciones de Arecibo no utilizan el avance de línea, sino que dependen de los alimentadores y receptores ubicados en el domo. En general, el daño infligido por María fue mínimo.
El 10 de agosto de 2020, un cable de soporte de la plataforma se rompió, causando daños al telescopio, incluido un corte de 30,5 m en el plato reflector. Se informó que nadie resultó herido por el colapso parcial. La instalación había reabierto recientemente tras el paso de la tormenta tropical Isaías. No estaba claro si la rotura del cable fue causada por Isaías u otra razón. Los daños incluyeron de seis a ocho paneles en el domo gregoriano y en la plataforma utilizada para acceder al domo. La instalación se cerró mientras se realizaban evaluaciones de daños.
NSF había ordenado un cable de repuesto para reemplazar el cable roto, pero el 7 de noviembre de 2020, antes de que se pudiera colocar el nuevo cable, se rompió un segundo cable, rompiendo parte del plato. El personal de ingeniería que había estado supervisando los cables, así como el apoyo adicional del Cuerpo de Ingenieros del Ejército de EE. UU., evaluaron los cables restantes y determinaron que no había forma de reparar de manera segura el daño en este punto, ya que los cables restantes eran inestables, y un desmantelamiento controlado del telescopio iba a ser la única respuesta efectiva para evitar un colapso estructural que amenazaría a los otros edificios cerca de la cúpula. La NSF (Fundación Nacional para la Ciencia) anunció el 19 de noviembre de 2020 que desmantelarían Arecibo en las siguientes semanas después de determinar la forma más segura de hacerlo. Sean Jones de la NSF declaró: "Esta decisión no es fácil de tomar para la NSF, pero la seguridad de las personas es nuestra prioridad número uno".
El martes 1 de diciembre del 2020 en horas de la mañana se rompió y cayó el tercer cable del Radiotelescopio, causando un daño estructural irreparable en el plato y causando el colapso del telescopio.